# The Last Stand (álbum)
| Críticas profissionais | Críticas profissionais |
| Avaliações da crítica  | Avaliações da crítica  |
| Fonte                  | Avaliação              |
| ---------------------- | ---------------------- |
| Metal Storm            | (9.3/10)               |
| Sputnikmusic           | 3.1 de 5 estrelas.     |
| Metal Rules            | 4 de 5 estrelas.       |
| Lords of Metal         | 8.8 de 10 estrelas.    |

The Last Stand é o oitavo álbum de estúdio da banda sueca de power metal Sabaton. O álbum foi lançado no dia 19 de agosto de 2016 e foi produzido por Peter Tägtgren no Abyss Studios. The Last Stand é um álbum conceitual e tem como inspiração famosas batalhas "Last Stand", que é uma terminologia militar usada quando um batalhão militar mantém uma posição defensiva perante um ataque esmagador onde a maioria dos soldados são mortos. Em 10 de junho de 2016 o primeiro single "The Lost Battalion" foi lançado, seguido por "Blood of Bannockburn" em 15 de junho e "Shiroyama" em 12 de agosto.

## O Álbum

### Faixas
| N.º            | Título                                                          | Tema                               | Duração |  |
| 1.             | ""Sparta""                                                      | Batalha das Termópilas             | 4:24    |  |
| 2.             | ""Last Dying Breath""                                           | Dragutin Gavrilović                | 3:22    |  |
| 3.             | ""Blood of Bannockburn""                                        | Batalha de Bannockburn             | 2:54    |  |
| 4.             | ""Diary of an Unknown Soldier""                                 | Ofensiva Meuse-Argonne             | 0:51    |  |
| 5.             | ""The Lost Battalion""                                          | Lost Battalion (1ª Guerra Mundial) | 3:35    |  |
| 6.             | ""Rorke's Drift""                                               | Batalha de Rorke's Drift           | 3:26    |  |
| 7.             | ""The Last Stand""                                              | Stand of the Swiss Guard           | 3:55    |  |
| 8.             | ""Hill 3234""                                                   | Batalha por Hill 3234              | 3:29    |  |
| 9.             | ""Shiroyama""                                                   | Batalha de Shiroyama               | 3:31    |  |
| 10.            | ""Winged Hussars""                                              | Polish hussars/Batalha de Viena    | 3:51    |  |
| 11.            | ""The Last Battle""                                             | Batalha por Castle Itter           | 3:12    |  |
| 12.            | ""Camouflage (Stan Ridgway Cover)"" (Faixa Bônus)               | Guerra do Vietnã                   |         |  |
| 13.            | ""All Guns Blazing (Judas Priest Cover)"" (Faixa Bônus)         |                                    |         |  |
| 14.            | ""Afraid To Shoot Strangers (Iron Maiden Cover)"" (Faixa Bônus) |                                    |         |  |
| Duração total: | Duração total:                                                  | Duração total:                     | 44:31   |  |

| Faixas bônus (Digi-pack e EARBOOK Edition) |                            |         |  |
| N.º                                        | Título                     | Duração |  |
| 1.                                         | ""The March To War""       | 2:00    |  |
| 2.                                         | ""Ghost Division""         | 4:06    |  |
| 3.                                         | ""Far From The Fame""      | 3:46    |  |
| 4.                                         | ""Uprising""               | 6:00    |  |
| 5.                                         | ""Midway""                 | 4:09    |  |
| 6.                                         | ""Gott Mit Uns""           | 3:27    |  |
| 7.                                         | ""Resist And Bite""        | 4:34    |  |
| 8.                                         | ""Wolfpack""               | 5:06    |  |
| 9.                                         | ""Dominium Maris Baltici"" | 5:33    |  |
| 10.                                        | ""Carolus Rex""            | 6:48    |  |
| 11.                                        | ""Swedish Pagans""         | 4:51    |  |
| 12.                                        | ""Soldier Of 3 Armies""    | 4:12    |  |
| 13.                                        | ""Attero Dominatus""       | 3:58    |  |
| 14.                                        | ""The Art Of War""         | 5:12    |  |
| 15.                                        | ""Wind Of Change""         | 1:23    |  |
| 16.                                        | ""To Hell And Back""       | 4:25    |  |
| 17.                                        | ""Night Witches""          | 4:25    |  |
| 18.                                        | ""Primo Victoria""         | 6:00    |  |
| 19.                                        | ""Metal Crüe""             | 7:47    |  |

| Live CD bônus (Earbook Edition) |                            |         |  |
| N.º                             | Título                     | Duração |  |
| 1.                              | ""The March To War""       | 2:00    |  |
| 2.                              | ""Ghost Division""         | 4:06    |  |
| 3.                              | ""Far From The Fame""      | 3:46    |  |
| 4.                              | ""Uprising""               | 6:00    |  |
| 5.                              | ""Midway""                 | 4:09    |  |
| 6.                              | ""Gott Mit Uns""           | 3:27    |  |
| 7.                              | ""Resist And Bite""        | 4:34    |  |
| 8.                              | ""Wolfpack""               | 5:06    |  |
| 9.                              | ""Dominium Maris Baltici"" | 5:33    |  |
| 10.                             | ""Carolus Rex""            | 6:48    |  |
| 11.                             | ""Swedish Pagans""         | 4:51    |  |
| 12.                             | ""Soldier Of 3 Armies""    | 4:12    |  |
| 13.                             | ""Attero Dominatus""       | 3:58    |  |
| 14.                             | ""The Art Of War""         | 5:12    |  |
| 15.                             | ""Wind Of Change""         | 1:23    |  |
| 16.                             | ""To Hell And Back""       | 4:25    |  |
| 17.                             | ""Night Witches""          | 4:25    |  |
| 18.                             | ""Primo Victoria""         | 6:00    |  |
| 19.                             | ""Metal Crüe""             | 7:47    |  |

## Participantes
- Joakim Brodén: vocal e teclado
- Pär Sundström: baixo e backing vocal
- Chris Rörland: guitarra e backing vocal
- Thobbe Englund: guitarra e backing vocal
- Hannes van Dahl: bateria
- Rob Halford: vocal(convidado) em "All Guns Blazing"

## Desempenho nas Paradas Musicais
| Parada Musical                        | Posição |
| ------------------------------------- | ------- |
| Austrália (ARIA)                      | 29      |
| Áustria (Ö3 Austria Top 40)           | 2       |
| Bélgica (Ultratop Flandres)           | 3       |
| Bélgica (Ultratop Valônia)            | 11      |
| Canadá (Billboard)                    | 43      |
| Países Baixos (Dutch Charts)          | 11      |
| Finlândia (Suomen virallinen lista)   | 1       |
| França (SNEP)                         | 43      |
| Alemanha (Offizielle Deutsche Charts) | 2       |
| Irlanda (IRMA)                        | 92      |
| Itália (FIMI)                         | 67      |
| Nova Zelândia (RMNZ)                  | 5       |
| Noruega (VG-lista)                    | 11      |
| Polónia (ZPAV)                        | 2       |
| Escócia (Official Scottish Albums)    | 9       |
| Suécia (Sverigetopplistan)            | 1       |
| Suíça (Schweizer Hitparade)           | 1       |
| Reino Unido (Official Albums Chart)   | 17      |
| Estados Unidos (Billboard 200)        | 63      |